# Joel Mattsson
Joel Mattsson (Mariehamn, 17 marzo 1999) è un ex calciatore finlandese, di ruolo centrocampista.

## Palmarès

### Club

#### Competizioni nazionali
- Coppa di Finlandia: 1

IFK Mariehamn: 2015
- Campionato finlandese: 1

IFK Mariehamn: 2016